# Peddiea kivuensis
Peddiea kivuensis là một loài thực vật thuộc họ Thymelaeaceae. Đây là loài đặc hữu của Cộng hòa Dân chủ Congo. Chúng hiện đang bị đe dọa vì mất môi trường sống.